# 시세이도 팔러
주식회사 시세이도 팔러(일본어: 株式会社資生堂パーラー, 영어: Shiseido Parlour Co., Ltd.)는 시세이도의 자회사 양식·카페 운영이나 양과자 판매하는 기업으로, 그 체인의 이름이다. 본사는 도쿄도 츄오구 긴자에 위치해 있다.

## 개요
〈시세이도 팔러〉의 명칭으로 직영 카페 운영, 분리된 브랜드에서 프랑스 요리 가게·카페의 운영이 유명하다. 그 외, 주로 일본 전국의 백화점이나 고급슈퍼용으로 양과자와 레토르트 식품의 제조·도매하고 있으며, 그 관계에서 사이타마현 가스카베시 직영의 과자 공장을 도쿄도 아다치구에 물류 센터를 가지고 있으며, 오사카·후쿠오카에 영업소를, 다카마쓰시에 출장소를 두고 있다.

## 역사
1902년 도쿄도 긴자 시세이도 약국 (당시) 내에 개설된 〈시세이도 소다 파운틴〉이 기원이다. 이것은 시세이도 창업자의 후쿠하라 아리노부가 1900년 유럽과 미국에서 귀국 후, 미국의 드럭 스토어를 모방해 만든 것으로, 당시 일본에서는 아직 생소한 것이였다. 아이스크림이나 소다수를 제공해 인기를 얻었다. 후쿠하라 아리노부는 소다수 제조기는 물론, 컵과 빨대에 이르기까지 미국에서 수입하는 본지향에 충실했다.
1928년, 〈시세이도 아이스크림점〉으로 개칭하고 본격적인 서양식 레스토랑을 개업한다. 1931년, 3대째 총 주방장·다카하시 에이노를 지원하여 지금에 이은 간판 메뉴 〈미트 크로켓〉이 고안한다. 다른 인기 메뉴는 치킨라이스, 카레라이스, 하이라이스, 오므라이스, 콩소메 수프 등이 있으며, 모보·모가나 신바시 게이샤 들과, 가부키, 작가 등 많은 문화인에서 사랑 받았다. 이른바 오래전부터 상류층 고객을 가지고 〈성공률이 높은 맞선의 명소〉로도 알려져 있다.

## 점포
긴자 본점 (도쿄 긴자 시세이도 빌딩, 3F 살롱·드·카페, 4·5F 레스토랑) 및 다음의 점포 외에 일본 전국의 백화점 상점가에도 쇼핑을 전개하고 있다.
- 시세이도 팔러
  - 니혼바시 다카시마야점 (츄오구 니혼바시) - 다카시마야 도쿄점 신관 6F
  - 지유가오카점 (메구로구 지유가오카) - quaranta19661F
  - 더 하라주쿠 (시부야구 진구마에) - WITH HARAJUKU8F
  - 요코하마 다카시마야 가게 (요코하마시 니시구 미나미사이와이) - 다카시마야 요코하마점 6F
  - 요코하마 소고 가게 (요코하마시 니시구 타카시마) - 소고 요코하마점 2F
  - 살롱 드 카페 라조나 카와사키점 (가와사키시 사이와이구 호리카와정) - 라조나 카와사키 프라자 2F
  - 나고야점 (나고야시 나카무라구 메이에키) - JR 센트럴 타워즈 12F
- 르 살롱 잭·보리 (신주쿠) - 카페 퀴진, 이세탄 신주쿠점 본관 4F
- 로오지에 (L' OSIER) - 프랑스 식당
- 파로 (FARO) - 이탈리안 레스토랑 긴자 시세이도 빌딩 10F
- 파로 슬로우 타임 (FARO_slow time) - 식음료, 긴자 시세이도 빌딩 11F
- 카미츠바키 (가가와현 나카타도군 고토히라정) - 고토히라구 고혼구의 지하 특설 매장 1F & 2F

## 이전에 존재했던 점포
- 시세이도 팔러
  - 구 삿포로 마르점 (홋카이도 삿포로시 츄오구) 삿포로 마루사 內
  - 긴자 마츠자카야 상점 (2009년 2월 폐점)
  - 후타코타마가와점 (세타가야구 타카가와) - 타마가와 다카시마야 S·C 남관 8F
  - 살롱·드·카페 시오도메 가게 (미나토구 히가시신바시) - 시오도메 타워 1F
- 8·8· 3 S & Co (사이타마현 고시가야시) - 미트볼 요리 전문점, 레이크 타운 아울렛 1F
- 르 비스트로 시세이도 (신주쿠구 니시신주쿠) - 프렌치 레스토랑, 게이오 백화점 신주쿠점 8F
- 카페 세레 (Cafe Serre) - 쇼치쿠에서의 업무 위탁에 의한 카페. 긴자 쇼치쿠 스퀘어 2F

## 같이 보기
- 시세이도
- 에프티 시세이도
- 파인 투데이 시세이도
- 시세이도 재팬

### 내용주
1. 1 2  스위트 반쵸 〈남자의 파르페 수도권판〉 니혼 출판사, 2010년, p.9.
2. ↑  당시의 명칭은 상품으로 지명도가 높았던 아이스크림이 담겨 있었다.시세이도 팔러 공식 사이트, 시세이도 팔러 이야기 Part : 2 2010년 11월 17일에 확인.

### 참조주
1. 1 2  주식회사 시세이도 팔러 제25기 결산 공고
2. 1 2 3 4  《『도쿄 긴자 내 시세이도 팔러 이야기』키쿠가와 타케유키쵸》. 코단샤. 2002년 5월 10일.
3. ↑  《『산책하는 김에 뭔가 먹고 싶어져』아케나미 쇼타로》. 신초샤. 1981년 10월 27일.